# Synthesis (album)
Pour l’article homonyme, voir Synthesis.
Albums de Evanescence
Evanescence
(2011) Synthesis Live
(2018)
Singles
1. Bring Me to Life
Sortie : 18 août 2017
2. Imperfection
Sortie : 15 septembre 2017
3. Lacrymosa
Sortie : 27 octobre 2017

Synthesis est le quatrième album studio du groupe américain de rock alternatif Evanescence sorti le 10 novembre 2017 sur le label BMG.
Il est composé de réenregistrements de plusieurs titres de la carrière du groupe avec un orchestre et des arrangements électroniques et de deux nouvelles chansons,.

## Liste des chansons
| No  | Titre                          | Durée |
| --- | ------------------------------ | ----- |
| 1.  | Overture                       | 0:58  |
| 2.  | Never Go Back                  | 4:50  |
| 3.  | Hi-Lo                          | 5:06  |
| 4.  | My Heart Is Broken             | 4:33  |
| 5.  | Lacrymosa                      | 3:42  |
| 6.  | The End of the Dream           | 4:54  |
| 7.  | Bring Me to Life               | 4:18  |
| 8.  | Unraveling (interlude)         | 1:40  |
| 9.  | Imaginary                      | 4:03  |
| 10. | Secret Door                    | 3:48  |
| 11. | Lithium                        | 4:04  |
| 12. | Lost in Paradise               | 4:44  |
| 13. | Your Star                      | 4:37  |
| 14. | My Immortal                    | 4:24  |
| 15. | The In-Between (solo au piano) | 2:12  |
| 16. | Imperfection                   | 4:23  |